# Pepe Reyes Cup 2021
La Pepe Reyes Cup 2021 è stata la 20ª edizione della competizione, svoltasi il 22 settembre 2021 al Victoria Stadium di Gibilterra tra il Lincoln Red Imps, vincitore della National League 2020-2021 e della Rock Cup 2020-2021, e l'Europa FC, seconda classificata nella National League 2020-2021.
L'Europa FC ha vinto il suo quarto titolo battendo il Lincoln Red Imps per 3-1.

## Tabellino
| Gibilterra 22 settembre 2021, ore 20:30 CEST                               | Lincoln Red Imps | 1 – 3 referto                 | Europa FC | Victoria Stadium |
| \| \| \| \| \| Britto 33’ \| Marcatori \| 16’, 57’ Juanpe 79’ Hernandez \| |                  |                               |           |                  |
|                                                                            |                  |                               |           |                  |
| Britto 33’                                                                 | Marcatori        | 16’, 57’ Juanpe 79’ Hernandez |           |                  |